# Cacicus chrysonotus
Cacicus chrysonotus là một loài chim trong họ Icteridae.